# Solenobia adriatica
Solenobia adriatica är en fjärilsart som beskrevs av Hans Rebel 1919. Solenobia adriatica ingår i släktet Solenobia och familjen säckspinnare. Inga underarter finns listade i Catalogue of Life.